# Рене Теббель
Рене Теббель (нім. Rene Tebbel, нар. 12 лютого 1967) — німецький та український вершник, що спеціалізується на змаганнях з конкуру. Кольори України захищає з 2015 року. Учасник Олімпійських ігор 2016.

## Виступи на Олімпіадах
| Олімпіада | Дисципліна            | Місце |
| --------- | --------------------- | ----- |
| Ріо 2016  | індивідуальний конкур | 19    |
| Ріо 2016  | командний конкур      | 13    |